# Hypoponera parva
Hypoponera parva es una especie de hormiga del género Hypoponera, subfamilia Ponerinae. 

## Distribución
Esta especie se encuentra en Belice, Bolivia, Brasil, Costa Rica, Cuba, Guayana Francesa, Guatemala, Honduras, México, Nicaragua, Panamá, Estados Unidos, Venezuela y Francia.